# Línea 18 (Maldonado)
La línea 18 es una línea de transporte colectivo del departamento de Maldonado, Uruguay. Parte de la localidad de Pan de Azúcar y va hasta Dos Puentes.

## Horarios
Desde Pan de Azúcar, la primera salida de la línea 18 se da a las 6 de la mañana, mientras que la última lo hace a las 18 y media. El recorrido de vuelta (desde Dos Puentes) sale a las 6:35 desde la anterior salida, y llega por última vez a las 19 horas aproximadamente. En total, se realizan cuatro recorridos de ida y de vuelta a diario.